# 1904 في أستراليا
فيما يلي قوائم الأحداث التي وقعت خلال عام 1904 في أستراليا.

## سياسة

### تعيين في المنصب
- 1 يناير – إدوارد فيندلي عضو مجلس الشيوخ الأسترالي [الإنجليزية]‏.
- 1 يناير – ثيودور بروس Lord Mayor of Adelaide ‏.
- 1 يناير – جون غراي عضو مجلس الشيوخ الأسترالي [الإنجليزية]‏.
- 1 يناير – جون غراي عضو الجمعية التشريعية  في فيكتوريا ‏.
- 1 يناير – جون هربرت كوكي Mayor of Unley ‏.
- 16 فبراير – توماس بنت Premier of Victoria [الإنجليزية]‏.
- 26 فبراير – نورمان كاميرون عضو مجلس النواب الأسترالي ‏.
- 1 أبريل – جورج هندرسون عضو مجلس الشيوخ الأسترالي [الإنجليزية]‏.
- 25 أبريل – ريجنالد تالبوت Governor of Victoria [الإنجليزية]‏.
- 27 أبريل – أندرو فيشر وزير التجارة [الإنجليزية]‏.
- 27 أبريل – كريس واتسون أمين صندوق أستراليا [الإنجليزية]‏، رئيس وزراء أستراليا.
- 1 يونيو – الكسندر بيكوك عضو الجمعية التشريعية  في فيكتوريا ‏.
- 1 يونيو – ديفيد سميث عضو الجمعية التشريعية  في فيكتوريا ‏.
- 25 يونيو – ويليام سينيور عضو المجلس النيابي لجنوب أستراليا ‏.
- 6 أغسطس – جورج جونز عضو الجمعية التشريعية لنيو ساوث ويلز ‏.
- 6 أغسطس – ويليام فلمنج عضو الجمعية التشريعية لنيو ساوث ويلز ‏.
- 18 أغسطس – جورج ريد رئيس وزراء أستراليا.
- 29 أغسطس – ألفرد جيمس جونز عضو المجلس التشريعي لولاية كوينزلاند ‏.

### انتهاء فترة المنصب
- 1 يناير – ثيودور بروس Alderman of Corporation of the City of Adelaide ‏.
- 13 أبريل – روبرت بلاكوود عضو مجلس النواب الأسترالي ‏.
- 27 أبريل – ألفرد ديكين رئيس وزراء أستراليا.
- 31 مايو – الكسندر بيكوك عضو الجمعية التشريعية  في فيكتوريا ‏.
- 16 يوليو – جون هاينز عضو الجمعية التشريعية لنيو ساوث ويلز ‏.
- 16 يوليو – ويليام فلمنج عضو الجمعية التشريعية لنيو ساوث ويلز ‏.
- 17 أغسطس – أندرو فيشر وزير التجارة [الإنجليزية]‏.
- 17 أغسطس – كريس واتسون أمين صندوق أستراليا [الإنجليزية]‏،رئيس وزراء أستراليا.
- 27 أغسطس – جون هاميلتون عضو المجلس التشريعي لولاية كوينزلاند ‏.

## مواليد

### يناير
- 1 يناير – توم إليس لاعب دوري رغبي أسترالي.
- 1 يناير – توم دالتون سياسي أسترالي.
- 1 يناير – جاك هولمز لاعب دوري رغبي أسترالي.
- 1 يناير – غريغور جورج لاعب رغبي أسترالي.
- 1 يناير – فرد ليند لاعب دوري رغبي أسترالي.
- 1 يناير – كولن يورك لاعب دوري رغبي أسترالي.
- 19 يناير – جون برادي سياسي أسترالي.

### فبراير
- 10 فبراير – جون فارو
- 22 فبراير – جيمس آدامز لاعب كريكت أسترالي.

### مارس
- 3 مارس – كلود بلات لاعب رماية أسترالي.
- 18 مارس – مارغريت تاكر كاتبة سير ذاتية أسترالية.
- 25 مارس – جون جوزيف مكدونالد سياسي أسترالي.
- 28 مارس – جو كوكي سياسي أسترالي.

### أبريل
- 21 أبريل – جورج شابمان لاعب كريكت أسترالي.

### مايو
- 8 مايو – ريتشارد براينت
- 10 مايو – دونالد ليل لاعب كرة قدم أسترالية أسترالي.
- 13 مايو – إرنست هنري سبّاح أسترالي.
- 16 مايو – مارجوري كوكس كراوفورد لاعبة كرة مضرب أسترالية.
- 29 مايو – فرانك ديفيس لاعب كركيت أسترالي.
- 29 مايو – هيوبرت اوبرمان دراج أسترالي.
- 31 مايو – جون هود دبلوماسي أسترالي.
- 31 مايو – هوبير كليفورد

### يونيو
- 4 يونيو – تيد تيري

### يوليو
- 2 يوليو – كليمنت هيل لاعب كريكت أسترالي.
- 21 يوليو – اريك إي. فورد لاعب رغبي أسترالي.
- 23 يوليو – أولريش إليس
- 29 يوليو – نورمان فوكس لاعب كريكت أسترالي.
- 29 يوليو – هاري فريدريك بيكر

### أغسطس
- 4 أغسطس – فيكتور بيتمان لاعب كرة قدم أسترالي.
- 8 أغسطس – جيف ستوري لاعب رغبي أسترالي.
- 13 أغسطس – هنري بوريل

### سبتمبر
- 1 سبتمبر – إيفلين لانغلي

### أكتوبر
- 2 أكتوبر – أوبري كوش
- 4 أكتوبر – فرانك بارنز سياسي أسترالي.

### نوفمبر
- 5 نوفمبر – روبرت برودبنت درّاج طريق أسترالي.
- 6 نوفمبر – ريج داونينج سياسي أسترالي.

### ديسمبر
- 3 ديسمبر – إدغار مون لاعب كرة مضرب أسترالي.
- 20 ديسمبر – كاترين كينغ مقدمة برامج إذاعية أسترالية.
- 23 ديسمبر – فرانك فيلد سياسي أسترالي.

## وفيات

### فبراير
- 9 فبراير – جينينغز كارمايكل (مواليد 1868) شاعرة أسترالية.

### يونيو
- 18 يونيو – فرانك جونسون (مواليد 1848) سياسي أسترالي.

### أغسطس
- 5 أغسطس – فيليب كينغ (مواليد 1817) سياسي أسترالي.